# Ибрагимов, Наби Магомедович
Наби Магомедович Ибрагимов (21 декабря 1935, Леваши, Левашинский район, Дагестанская АССР, РСФСР, СССР — 25 июня 2022) — актёр театра и кино, театральный режиссёр, публицист. Народный артист России (1996).

## Биография
Родился 21 декабря 1935 года в селе Леваши Левашинского района. После службы в советской армии, на флоте, он поступил в даргинскую студию Ереванского художественно-театрального института, где учился под руководством педагога В. Вартаняна, положившую начало Даргинскому драматическому театру им. О. Батырая. После окончания института стал работать в театре. За время работы в Даргинском театре Наби Ибрагимов создал более 100 сценических образов. На сцене театра выступал в образах Печорина («Герой нашего времени» М. Лермонтова), Яго («Отелло» У. Шекспира), господина Яичница («Женитьба» Н. Гоголя) и Османа («Горянка» Р. Гамзатова). Яркими получились его сценические образы в спектаклях «Ярамас» по Р. Рашидову, «Забыть Герострата» Г. Горина, «Шутки» А. Чехова по рассказу «Трагик поневоле», «Долина Шаха», «Закон вечности», «Моя роль», «День отдыха», «Чужое горе». Вместе с коллегами по театру Ибрагимов снялся в художественных фильмах «Тайна рукописного Корана» и «Шамиль» («Рай под тенью сабель»).  За последние годы он сыграл для зрителей роли спектаклях «Мой Дагестан», «Странствия Бахадура», «Подарок», «Насилие», «Ханума» и «Суд над Батыраем».

## Фильмография
1. 1991 — Тайна рукописного Корана — Абусупьян
2. 1992 — Рай под тенью сабель

## Звания и награды
- Заслуженный артист Дагестанской АССР (1968).
- Народный артист Дагестанской АССР (1972).
- Заслуженный артист РСФСР (1981).
- Народный артист России (1996).
- Орден «За заслуги перед Республикой Дагестан» (2012).
- Лауреаты республиканской премии имени Гамзата Цадасы
- Благодарностью министра культуры Республики Дагестан (2021).